# Чемпионат Африки по хоккею на траве среди мужчин 2005
Чемпионат Африки по хоккею на траве среди мужчин 2005 — 7-й розыгрыш чемпионата по хоккею на траве среди мужских команд. Турнир прошёл с 1 по 8 октября 2005 года в городе Претория (ЮАР) на стадионе университета «Tshwane University of Technology». В турнире приняло участие 5 сборных. Одновременно там же проводился и чемпионат среди женских команд.
Чемпионами в 4-й раз в своей истории стала сборная ЮАР, победив в финале сборную Египта со счётом 3:2 по послематчевым пенальти (основное время матча закончилось со счётом 0:0). Бронзовым призёром стала сборная Ганы, обыгравшая в матче за 3-е место сборную Нигерии со счётом 2:0.
Чемпионат также являлся квалификационным турниром для участия в чемпионате мира 2006. Путёвку на чемпионат получала одна команда — победитель турнира; соответственно, её получила сборная ЮАР. Команда, занявшая второе место, получала путёвку на квалификационное межзональное соревнование к чемпионату мира, прошедшее с 12 по 23 апреля 2006 в Чанчжоу (Китай).

## Результаты игр
Время начала матчей указано по UTC+02:00

### Групповой этап
| Команда | И | В | Н | П | ГЗ | ГП | +/- | Очки |
| ------- | - | - | - | - | -- | -- | --- | ---- |
| ЮАР     | 4 | 3 | 1 | 0 | 22 | 1  | +21 | 10   |
| Египет  | 4 | 3 | 1 | 0 | 14 | 6  | +8  | 10   |
| Гана    | 4 | 1 | 1 | 2 | 9  | 10 | −1  | 4    |
| Нигерия | 4 | 1 | 1 | 2 | 7  | 11 | −4  | 4    |
| Намибия | 4 | 0 | 0 | 4 | 4  | 28 | −24 | 0    |

     Проходят в финал
     Проходят в матч за 3-4 место

### Плей-офф

#### Матч за 3-е место
| 8 октября 2005 13:30 | \| Гана \| 2 – 0 \| Нигерия \| | .       |
| Гана                 | 2 – 0                          | Нигерия |

#### Финал
| 8 октября 2005 18:30 | \| ЮАР \| 0 – 0 д.в., п. 3 - 2 \| Египет \| | .      |
| ЮАР                  | 0 – 0 д.в., п. 3 - 2                        | Египет |

## Итоговая таблица
| Место | Сборная |
| ----- | ------- |
| 1     | ЮАР     |
| 2     | Египет  |
| 3     | Гана    |
| 4     | Нигерия |
| 5     | Намибия |